# 科勒氏魮
科勒氏魮（学名：Barbus collarti）為輻鰭魚綱鯉形目鯉科的其中一個種。被IUCN列為次級保育類動物，分布於非洲Chiloango河流域，體長可達3公分。

## 扩展阅读
維基物種上的相關：科勒氏魮